# 290074 Donasadock
290074 Donasadock este o planetă minoră (asteroid) din Mars-crossing asteroid⁠(d). A fost descoperită pe 29 august 2005 la Saint-Sulpice de Bernard Christophe⁠(d). 
Obiectul prezintă o orbită caracterizată de o semiaxă mare de 2,1524216241229 UAi, o excentricitate de 0,25, o înclinație de 24 ° în raport cu ecliptica.